# Yuliya Shelukhina
Ioulia Cheloukhina est une joueuse de volley-ball ukrainienne née le 30 avril 1979. Elle mesure 1,92 m et joue centrale. 

## Clubs
| Club                   | Pays    | De        | À         |
| ---------------------- | ------- | --------- | --------- |
| Khimvolokno Cherkasy   | Ukraine | 1999-2000 | 1999-2000 |
| Dynamo Jenestra Odessa | Ukraine | 2000-2001 | 2000-2001 |
| Monte Schiavo Jesi     | Italie  | 2001-2002 | 2001-2002 |
| Skra Warszawa          | Pologne | 2002-2003 | 2002-2003 |
| Winiary Kalisz         | Pologne | 2003-2004 | 2003-2004 |
| Budowlani Łódź         | Pologne | 2005-2006 | 2005-2006 |
| AZS AWF Poznań         | Pologne | 2006-2007 | 2006-2007 |
| PTPS Piła              | Pologne | 2007-2008 | 2007-2008 |
| Budowlani Łódź         | Pologne | 2008-2009 | 2010-2011 |
| Khimik Youjne          | Ukraine | 2011-2012 | 2011-2012 |
| Atom Trefl Sopot       | Pologne | 2012-2013 | …         |

## Palmarès
- Championnat d'Ukraine
  - Vainqueur: 2000, 2001.
- Coupe d'Ukraine
  - Vainqueur: 2000, 2001.
- Coupe de Pologne
  - Vainqueur: 2008, 2010.
- Supercoupe de Pologne
  - Vainqueur : 2010.
  - Finaliste : 2012, 2013.
- Championnat de Pologne
  - Vainqueur : 2013.